# ТАСС уполномочен заявить… (роман)
«ТАСС уполномочен заявить…» — роман Юлиана Семёнова, впервые опубликованный в 1979 году.

## Сюжет
Действие романа происходит в конце 70-х годов в Москве и в вымышленных государствах Африки — Нагонии, у власти в которой находится просоветский режим, и в неназванном соседнем капиталистическом государстве со столицей в городе Луисбурге.
Советская контрразведка получает анонимное письмо, из которого следует, что ЦРУ завербовало в Луисбурге советского специалиста, чрезвычайно осведомлённого о советских поставках в Нагонию (в том числе военных). Поскольку ситуация в Нагонии накалена, США и Китай хотят свергнуть просоветское правительство, поимка шпиона становится для КГБ приоритетной задачей. Операцию возглавляют генерал-майор Константин Константинов (в Москве) и его заместитель полковник Виталий Славин (в Луисбурге). В конечном итоге, им удаётся выявить агента ЦРУ Сергея Дубова и взять с поличным сотрудников московской резидентуры ЦРУ. Во избежание международного скандала США свёртывают помощь нагонийским повстанцам, и военный переворот в Нагонии не происходит.
Роман частично основан на реальных событиях — прототипом Дубова-Умного был Александр Огородник, сотрудник отдела Америки Управления по планированию внешнеполитических мероприятий МИД СССР. Кличка Дубова в романе — «Умный», тогда как в сериале была использована кличка реального прототипа Дубова, Огородника — «Трианон». Прототипом Виталия Славина был друг Юлиана Семёнова, генерал КГБ Вячеслав Кеворков.